# Cilaus longinasus
Cilaus longinasus är en fjärilsart som beskrevs av Joannis 1932. Cilaus longinasus ingår i släktet Cilaus och familjen Crambidae. Inga underarter finns listade i Catalogue of Life.